# Vikerlased
Vikerlased (auch Wikerlased, deutsch Die Wikinger) ist eine Oper in drei Akten. Sie besteht aus fünf Bildern mit Pausen nach dem zweiten und dritten Bild (Fassung der Uraufführung) mit der Musik von Evald Aav und einem Libretto von Voldemar Loo. Evald Aavs Hauptwerk gilt als erste estnische Nationaloper, da sie ein estnisches, historisches Thema behandelt und auch in estnischer Sprache geschrieben ist. Es ist Aavs einzige Oper, ein historisch-romantisches Bühnenwerk in drei Akten. Sie stellt die Beziehung zwischen Esten und Schweden dar.

## Handlung der Fassung des Estonia Theaters von 1942
Die folgende Beschreibung der Handlung ist in einem deutschsprachigen Programmheft des Estonia Theaters aus dem Jahr 1942 abgedruckt. Sie weicht im Ablauf von der Uraufführung ab. Statt fünf Bilder wie in der Uraufführung, sind es fünf Bilder und ein Epilog. Die Szene Olavs, in der er den Verstand verliert, ist gekürzt.

### Erstes Bild – Auf dem Spielrasen
Dem jungen Krieger Ülo, Sieger eines Wettkampfs, wird von Juta, der Tochter des Ältesten Waho, der Siegerkranz überreicht. Da tritt Vaho mit 2 Boten aus den Nachbarkirchspielen auf und befiehlt die Frauen ins Dorf. Beim Kriegsrat berichten die Boten von Überfällen und bitten um Hilfe bei einem Vergeltungsfeldzug. Da eilt Vaike, die Pflegeschwester Ülos herbei, die von einem Wikingerüberall auf das Dorf berichtet. Juta und andere Frauen seien entführt worden. Die Männer brechen auf, um das Dorf zu retten, doch sie kommen zu spät.

### Zweites Bild – Am Opferstein
Ülo besingt allein in einer Arie seine Liebe zu Juta und das Vorhaben, sie zu retten. Vaho tritt mit seinen Kriegern auf und übergibt Ülo die Leitung der Rettungsfahrt nach Schweden. Nach dessen Zustimmung und einer feierlichen Zeremonie Hietarks, in der dieser den positiven Ausgang der Fahrt prophezeit, gibt Vaho Ülo den Rat, dem Feind gegenüber streng und unerbittlich zu sein. Er verspricht Ulö bei erfolgreicher Rettung Juta zur Frau. Beim Abgehen der Krieger bittet Vaike Ulö aus Liebe, nicht in den Krieg zu ziehen. Doch da die Liebe zu Juta und sein Pflichtgefühl überwiegen, eilt er davon. Vaikes Größe zeigt sich in der folgenden Szene. Obwohl sie Ülo für sich verloren glaubt, betet sie für die Rückkehr Ülos und Jutas.

### Drittes Bild – Auf Olafs Feste in Sigtuna
Olav hält Juta in einem Kerker seiner Veste in Sigtuna gefangen. Juta sehnt sich nach Hause. Olaf tritt ein. Er wirbt um Juta, die ihn zurückweist. Da entschließt Olav, sie sich mit Gewalt zu nehmen. Doch Boten bringen die Nachricht, dass die Esten die Stadt stürmen. Olaf stürzt in die Schlacht. Ein sinfonisches Bild begleitet die Szene. Die Leitmotive Ulös und Olavs verarbeitet werden. Juta sht von ihrem Fenster aus und bittet die Götter um einen Sieg für ihr Volk. Die Esten siegen unter Ulös Führung und nehmen die Burg ein. Ulö ist im Begriff Olav zu töten. Doch Jutas Bitten, ihn zu verschonen, bringen ihn in Verwirrung. Einerseits versprach er Vaho keinen Feind zu schonen, andererseits möchte er Jutas Bitte nicht abschlagen. So nimmt er Olav gefangen, um ihn Vahos Urteil zu übergeben. Ulö und Juta fallen sich in die Arme.

### Viertes Bild – In der Burg des Vaho
Die siegreichen Krieger kehren heim. Das Volk jubelt. Vaho dankt Ulö und gibt ihm Juta zur Frau. Zu Ehren Jutas wird ein Brauttanz, zu Ehren Ulös ein Kriegstanz aufgeführt.

### Fünftes Bild – Im Hause Ulös
Nach einem Liebesduett Jutas und Ulös wird Ulö zu Vaho gerufen. Da dringt der inzwischen geflohene Olav ein. Er glaubt Juta hege wärmere Gefühle für ihn, da sie um sein Leben gebeten hatte. Er fordert sie auf, ihm zu helfen und mit ihm nach Schweden zu gehen. Doch Juta lehnt ab und ruft um Hilfe. Da eilt Vaike herbei, die aber zögert. Sie sieht noch einmal die Chance auf ein Leben mit Ulö gekommen. Doch sie greift Olav mit einem Dolch an. Dieser wehrt den Angriff ab, entwindet Vaike die Waffe und ersticht den herbeieilenden Ulö. Auf der Flucht wird Olav gefangen genommen.

### Epilog – An der Stelle der Feuerbestattung
Juta singt ein Klagelied bei der Leiche Ulös. Auf Geheiß Vahos, der mit den Kriegern und Dorfbewohnern auftritt, wird die Leiche Ulös verbrannt.

## Gestaltung

### Besetzung des Orchesters
- Holzbläser: drei Flöten, zwei Oboen, Englischhorn, zwei Klarinetten in B, zwei Fagotte
- Blechbläser: vier Hörner, drei Trompeten, drei Posaunen, Tuba
- Pauken, Schlagzeug: Becken, Trommel
- Harfe
- Streicher

### Musik
Der Plot und die musikalische Komposition enthalten Elemente der großen italienischen Oper. Obwohl Aav keine Volkslieder verarbeitet, erinnert der nationale Stil doch sehr daran. Die Harmonien werden vom Komponisten in einer individuellen Weise gehandhabt und die Hauptcharaktere werden von vernetzten Leitmotiven begleitet. Er komponierte auch beeindruckende Chorszenen, wie den beliebten Chor der Krieger „Läki, läki!“.

## Geschichte

### Entstehung
Evald Aav sang ab dem Alter von 16 Jahren von 1916 bis 1926 als Tenor im Opernchor der Estnischen Nationaloper. In dieser Zeit nahm er privaten Klavierunterricht bei Helmi Vitol-Mohrfeldt, Musiktheorie bei Anton Kasemets und Kompositionsunterricht am Konservatorium in Tallinn bei Artur Kapp. Seine Tätigkeit im Opernchor erlaubte es ihm, verschiedene Opern, ihre Partituren, aber auch dramaturgische Schwächen und praktische Probleme kennenzulernen. Die große italienische romantische Oper beeindruckte ihn sehr. Er liebte die emotionalen, ausdrucksstarken Melodien. In der Theatersaison 1922/23 war er von einer Aufführung der Oper Aida von Giuseppe Verdi so begeistert, dass er beschloss, eine große Oper nach Motiven aus der estnischen Geschichte zu schreiben.
Voldemar Loo, ein Journalist und Dichter, fertigte auf Anfrage ein Libretto. Am 1. Oktober 1927 berichtet die Zeitung Päewaleht unter „Nachrichten aus dem Musikbereich“, dass Evald Aav eine Oper Wikerlased geschrieben habe. Am 24. Februar 1928 wurden in einem Galakonzert zum zehnten Jahrestag der Republik Estland im Estonia Konzertsaal in Tallinn schon Auszüge aufgeführt.
Die Uraufführung fand am 8. September 1928 in der Nationaloper Estonia in Tallinn statt. Die Regie führte Hanno Kompus. Es dirigierte Raimund Kull. Das Bühnenbild war von Aleksander Tuurand und die Kostüme von Olga Oboljaninova-Krümmer. Solisten des Abends waren Karl Viitol als Vaho, Ida Loo als Juta, Karl Ots, der Vater des estnischen Sängers Georg Ots, als Ulö, Marta Rungi als Vaike, Aleksander Arder als Olav und Nikolaj Suursööl als Hietark. Den ersten Botschafter sang Alexander Kikas, den zweiten Botschafter Jaan Villaard, den älteren Krieger Kaljo Raag und den Schlossknecht Herman Pihl.

### Rezeption
Pressestimmen nach der Uraufführung
Zwei Tage nach der Uraufführung schrieb die Esmaspäev folgendes: „Die Vorstellung war komplett ausverkauft. Schon im ersten Bild reagierte das Publikum begeistert mit Ovationen, die nicht enden wollten. Besonderes Lob errang sich der Autor – der junge Evald Aav, der sich zum Schluss mit dem Librettisten Voldemar Loo auf der Bühne zeigte. Sie erhielten wie die Schauspieler Blumen.“ Einen Tag später, am 11. September, schrieb die Postimees eine längere Rezension von Tuudur Vettik.
Aav war zu seiner Zeit in Estland ein anerkannter Komponist und populär. Die Reaktionen auf die Uraufführung waren positiv. Die Inszenierung brachte es auf für damalige Verhältnisse beachtliche 22 Aufführungen. Aavs Oper diente als Vorbild und ermutigte auch andere Komponisten in diesem Genre tätig zu werden. Einzelne Nummern werden heute noch, vor allem in Estland, häufig in Konzerten aufgeführt.
Vikerlased als Nationaloper Estlands
Vikerlased ist die erste estnische Oper, die öffentlich als estnische Nationaloper proklamiert wurde. Es gab zwar schon frühere Versuche eine estnische Nationaloper zu komponieren, aber keine wurde in der Öffentlichkeit so wahrgenommen, und keine wurde in diesem Ausmaß so dargestellt. Wichtige Faktoren für die Wahrnehmung als Nationaloper sind die estnische Sprache und das Sujet aus der estnischen Geschichte. Das italienische Vorbild, Verdis Aida, und Anklänge an Puccini standen und stehen dem nicht im Wege. Keine estnische Oper danach hat Vikerlased den Rang als Nationaloper streitig machen können.
Fassungen der Oper
Die fünfaktige Fassung der Uraufführung wurde schon 1935 in einer Fassung mit sechs Bildern gespielt. Das vierte Bild wurde in zwei Bilder unterteilt, und im sechsten Bild hat Olav am Grab Ulös noch seinen großen Auftritt, der im Wahnsinn endet. In der Fassung von 1942 wird das sechste Bild in Epilog umbenannt, und der Auftritt Olavs komplett gestrichen. Bei der Fassung der Oper des Theaters Vanemuine in Tartu in den 1950er Jahren fehlte auch Olavs Schlussszene. Ohne diese Szene verliert aber die Oper ihr dramaturgisches Gleichgewicht. Von der Schlussszene blieben nur Jutas Klagelied bei Ulös Feuerbestattung, der Ritus des Entzünden des Feuers und das Lamento des Volks.

## Diskographie
- Evald Tordik (Vaho, Bass), Lehte Mark (Juta, Sopran), Endel Ani (Ülo, Tenor), Valentina Hein (Vaike, Sopran), Viktor Taimre (Olav, Bariton), Enn Raa (Hiietark, Bass), Ernst Kruuda, Arli Jõgi, Ants Känd, Johannes Kade; Chor und Orchester des Theaters Vanemuine Tartu; Ltg. Jaan Haargel, Chorltg. Valdeko Viru; 1959; Aufnahme des Estnischen Rundfunks in der Aula der Universität Tartu; 1979 restaurierte Fassung des estnischen Rundfunks; 1997 vom estnischen Rundfunk digitally remastered; SE&JS; 1997.
- Szenen und Arien aus Vikerlased; Lehte Mark (Juta, Sopran); Endel Ani (Ülo, Tenor); Valentina Hein (Vaike, Sopran); Jüri Pärg (Olav, Bariton); Chor und Orchester des Theaters Vanemuine Tartu; Ltg. Jaan Haargel; Melodia D-08021-2; 1961.

### Programmhefte
- Programmblatt der Uraufführung des Estonia Theaters vom 8. September 1928 (estnisch)
- Programmblatt der Aufführung des Estonia Theaters vom 28. März 1935 (estnisch)
- Programmheft einer Vorstellung des Estonia Theaters vom 31. Januar 1941 (estnisch und deutsch)

### Sonstiges
- Vikerlased
- Evald Aav und Vikerlased Sendung des Estnischen Rundfunks zum 65. Geburtstag Aavs 1965, mit Tonbeispielen
- Evald Aav Estonian Music Information Centre: Biografie, Werke, Tonbeispiele: Duett Juta, Ulö; Chor der Krieger „Läki, läki!“; Diskographie von CD-Einspielungen mit Nummern aus der Oper
- Evald Aav und Vikerlane aus dem Archiv des estnischen Rundfunks: Dokumentarfilm des estnischen Rundfunks ERR über Evald Aav (estnisch) mit vielen Bildern und historischen Musikbeispielen, unter „Sisukirjeldus“ genauer Ablauf mit Zeitangaben und Erklärung der Bilder und Musikbeispiele (estnisch)